# Hexatoma carrerai
Hexatoma carrerai är en tvåvingeart som beskrevs av Alexander 1942. Hexatoma carrerai ingår i släktet Hexatoma och familjen småharkrankar. Inga underarter finns listade i Catalogue of Life.